# یار مهربان
«یار مهربان» یا «کتاب خوب» شعری کودکانه دربارهٔ کتاب از عباس یمینی شریف با قالب غزل و وزن «مستفعلن فعولن» است.

## نقد و نظر
صلاح‌الدین عبدی و جواد محمدزاده این شعر را با اشعار مشابه از احمد شوقی و محمد الهراوی مقایسه کرده‌اند.